# Andriej Sawieljew
Andriej Rafaiłowicz Sawieljew, ros. Андрей Рафаилович Савельев (ur. 25 listopada 1892 r. w Kijowie, zm. 23 lub 28 sierpnia 1956 r. w Buenos Aires) – rosyjski religijny i społeczny działacz emigracyjny.
Ukończył aleksandrowski korpus kadetów, w 1912 r. – imperatorską szkołę prawa, zaś w 1916 r. – Korpus Paziów. Został urzędnikiem ministerstwa spraw wewnętrznych. W 1918 r. wstąpił do nowo formowanych wojsk Białych gen. Antona I. Denikina. Służył w lejbgwardii Strzeleckiej Brygady Artylerii, dochodząc do stopnia sztabskapitana. Na początku listopada 1920 r. wraz z wojskami Białych został ewakuowany z Krymu do Gallipoli. Na emigracji zamieszkał w Bułgarii. Objął funkcję regenta chóru w rosyjskiej cerkwi św. Mikołaja w Sofii. Jednocześnie był sekretarzem Komitetu do Spraw Uchodźców Rosyjskich byłej Misji Rosyjskiej. W połowie lat 20. wchodził formalnie w skład Oddziału Gwardyjskiego. W 1944 r. ewakuował się do Niemiec, gdzie został regentem chóru w cerkwi prawosławnej w Lindau. Ponadto pracował w Biurze Rosyjskiego Czerwonego Krzyża, zajmując się organizowaniem pomocy dla robotników przymusowych i uchodźców cywilnych z okupowanych terenów ZSRR. Po zakończeniu wojny wyjechał do Argentyny, zostając regentem chóru w cerkwi Św. Włodzimierza w Buenos Aires. Działał w Komitecie Prawowiedskoj Kasy. Prowadził też działalność społeczną i charytatywną w stosunku do imigrantów rosyjskich.